# (9620) Ericidle
(9620) Ericidle (1993 FU13) – planetoida z pasa głównego asteroid okrążająca Słońce w ciągu 3,38 lat w średniej odległości 2,25 j.a. Odkryta 17 marca 1993 roku.
Nazwana na cześć brytyjskiego komika i aktora Erica Idle.